# 兒單于
兒單于（？－前102年四月），本名烏師廬（《汉书》作詹師廬），在前105年－前102年任匈奴單于。
烏師廬是前任匈奴單于乌维单于之子。因為他成為單于時年紀尚小，故被称為“儿单于”。
從烏師廬時期起，匈奴逐漸把重心向西北轉移。烏師廬「好殺伐」，國人不安。左大都尉欲殺單于，在前104年派人請求漢朝發兵支援，漢朝便在北方塞外築受降城，可是受降城距離匈奴仍是太遠。前103年，漢朝派趙破奴率領二萬餘騎兵北上支援左大都尉，左大都尉知道漢軍接近，欲舉事，被單于發覺，左大都尉被殺，漢軍後來也全軍覆沒。